# Беккерель, Антуан Анри
Антуа́н Анри́ Беккере́ль (фр. Antoine Henri Becquerel; 15 декабря 1852 — 25 августа 1908) — французский физик, лауреат Нобелевской премии по физике и один из первооткрывателей радиоактивности. В честь него названа единица измерения активности радиоактивного источника в Международной системе единиц (СИ) — беккерель.

## Биография

### Юные годы

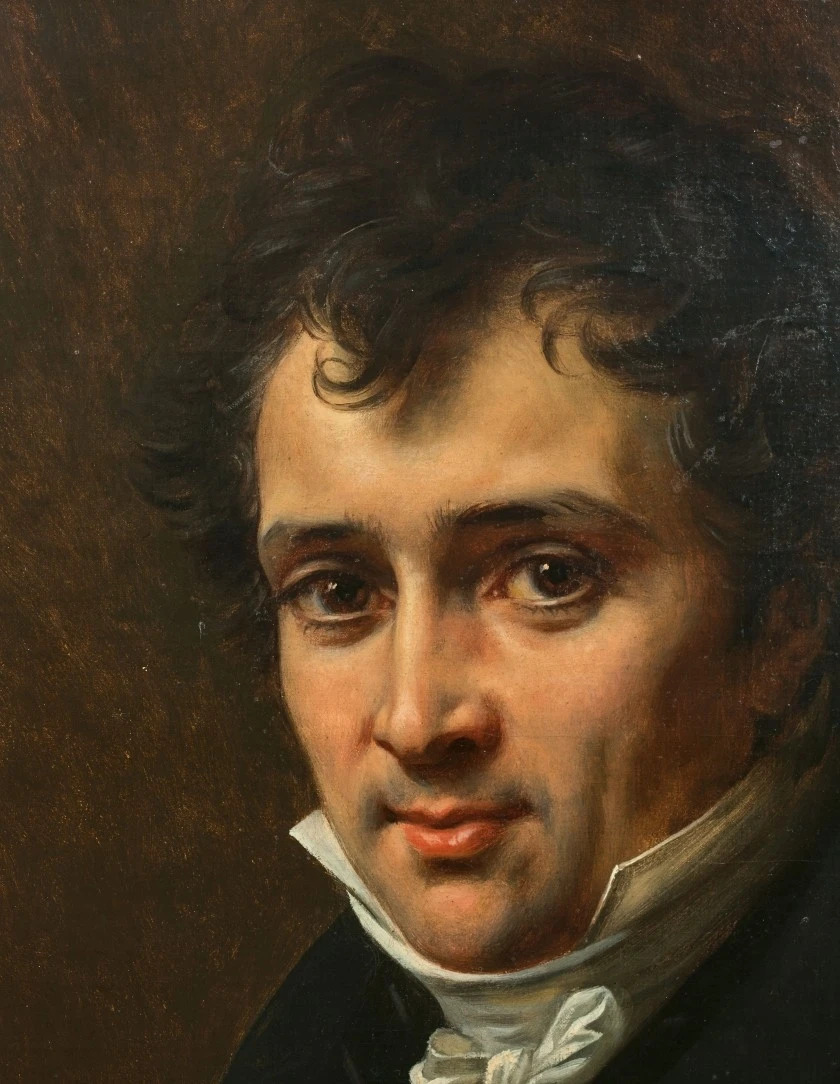
Портрет Антуана Сезара Беккереля, деда Анри, работы Антуана-Жана Гро

Беккерель родился в семье учёных, которая дала четыре поколения учёных и к которой принадлежали — дед Антуан Сезар (1788—1878), отец Александр Эдмон (1820—1891) и сын Жан (1878—1953).
После окончания лицея Людовика Великого (фр. lycée Louis-le-Grand), где одним из его преподавателей был известный математик Гастон Дарбу, Анри Беккерель получил научное образование в Политехнической школе и инженерное образование в Национальной школе мостов и дорог.
В 1874 году Анри женился на Люси Зои Мари Жамин, которая умерла, родив сына Жана. В 1890 году он женился на Луизе Дезире Лорье.

### Становление в науке, открытия и главные работы
27 мая 1886 года его избирали в Академию наук, где он занял место непременного секретаря физического отделения, сменив на этом посту Марселена Бертло. В 1888 году защитил докторскую диссертацию, посвящённую исследованиям о различиях спектров поглощения в кристаллах, и вёл вместе с отцом разностороннюю научную деятельность. В начале своей карьеры Беккерель также изучал магнитные поля Земли.
В 1892 году он стал третьим человеком из их семьи, который возглавил кафедру физики в Национальном музее естественной истории. В 1894 году он стал главным инженером в управлении мостов и дорог.

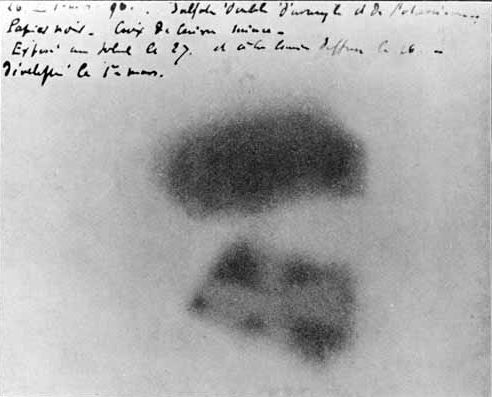
Изображение фотопластинки Беккереля, которая была засвечена излучением солей урана. Ясно видна тень металлического мальтийского креста, помещённого между пластинкой и солью урана

В 1896 году Беккерель случайно открыл радиоактивность во время работ по исследованию фосфоресценции в солях урана. Исследуя работу Рентгена, он завернул флюоресцирующий материал — уранилсульфат калия {\displaystyle {\ce {K2(UO2)(SO4)2.2H2O}}} — в непрозрачный материал вместе с фотопластинками, с тем, чтобы приготовиться к эксперименту, требующему яркого солнечного света. Однако ещё до осуществления эксперимента Беккерель обнаружил, что фотопластинки были полностью засвечены. Это открытие побудило Беккереля к исследованию спонтанного испускания ядерного излучения. К маю 1896 года, после других экспериментов с нефосфоресцентными солями урана, он пришёл к правильному объяснению, а именно, что проникающее излучение исходило от самого урана, без необходимости возбуждения внешним источником энергии. Интенсивное исследование радиоактивности привело к тому, что Анри опубликовал семь статей по этому вопросу в 1896 году.
Беккерелю также удалось сделать ещё одно «случайное» крупное открытие, относящееся к радиоактивности. В апреле 1902 года для публичной лекции ему понадобилось радиоактивное вещество, он взял его у супругов Кюри и положил пробирку с ним в жилетный карман. Прочтя лекцию, он вернул пробирку с хлоридом радия (RaCl2) владельцам, а на следующий день обнаружил на теле под жилетным карманом покраснение кожи в форме пробирки, на месте которого позже образовалась язва. Беккерель рассказал об этом Пьеру Кюри, и тот поставил на себе опыт: в течение десяти часов носил привязанную к предплечью пробирку с радием. Через несколько дней у него тоже появилось покраснение, перешедшее затем в тяжелейшую язву, от которой он страдал в течение двух месяцев. Так впервые было открыто биологическое действие радиоактивности.

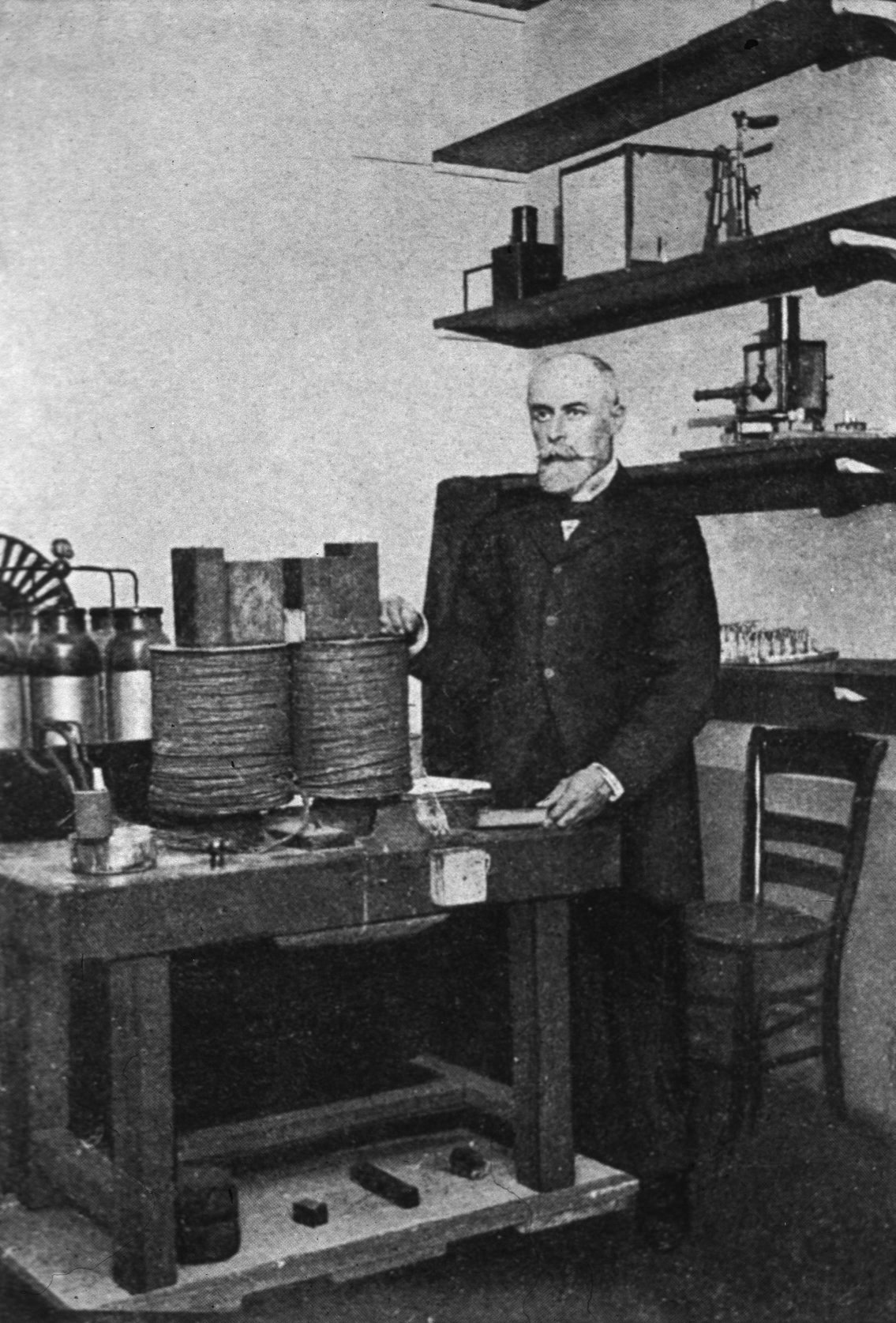
Анри Беккерель в своей лаборатории

В 1903 году он получил совместно с Пьером и Марией Кюри Нобелевскую премию по физике «В знак признания его выдающихся заслуг, выразившихся в открытии самопроизвольной радиоактивности».

### Академические награды и звания
Беккерель был избран членом Французской академии наук в 1889 году. В 1908 году (в год смерти) он занял пост пожизненного секретаря Французской академии наук, заняв этот пост после смерти Бертло.
В 1908 году избран иностранным членом Лондонского королевского общества.

### Последние дни и след в истории
Умер в 1908 году в возрасте 55 лет в Ле-Круазик (Бретань).
В его честь названы:
- Единица активности в системе единиц СИ — беккерель (Bq).
- Кратер на Луне.
- Кратер на Марсе.
- Беккерелит — вторичный урановый минерал.

Его имя внесено в список величайших учёных Франции, помещённый на первом этаже Эйфелевой башни.